# Tomb Raider (film, 2018)
Tomb Raider är en amerikansk-brittisk action-äventyr-film i regi av Roar Uthaug. Filmen är baserad på spelet med samma namn. Den hade biopremiär den 16 mars 2018. Huvudrollen Lara Croft spelas av Alicia Vikander. En uppföljare var under planering men lades ner eftersom filmrättigheterna hade gått ut för filmbolaget medan Wikander hoppade av rollen.

## Handling
Lara Crofts far, som var både äventyrare och industrimagnat, har försvunnit och befaras död. På hans kontor hittar Lara ett inspelat meddelande där han berättar om sin forskning om Himiko, den mytiska drottningen av Yamatai, och ber henne förstöra alla dokument han har lämnat efter sig om detta. I stället beslutar hon sig för att fortsätta hans forskning och beger sig till den ö utanför Japan där Yamatai enligt myten skulle ha legat. Där stöter hon på en expedition från den kriminella organisationen Trinity som också är ute efter Yamatais hemligheter.

## Rollista (i urval)
- Alicia Vikander – Lara Croft
- Walton Goggins – fader Mathias Vogel
- Daniel Wu – Lu Ren
- Dominic West – Lord Richard Croft